# Портстьюарт (футбольный клуб)
«Портстьюарт» (англ. Portstewart FC) — североирландский футбольный клуб из одноимённого города, в графстве Лондондерри. C 2006 года участвует в Первом дивизионе Северной Ирландии, заняв 1 место во Втором дивизионе сезона 2005/06 (командой было сыграно 20 матчей, из которых 12 она выиграла, 5 сыграла вничью, в 3 встречах уступила).

## Достижения
- Второй дивизион
  - Победитель: 2005/06
- Межрегиональная лига
  - Победитель: 1984/85
- Межрегиональный кубок
  - Обладатель (2): 1993/94
- Кубок межрегиональной лиги
  - Победитель (3): 1985/86, 1993/94, 1996/97
- Межрегиональный кубок вызова
  - Победитель (2): 1992/93, 1997/98
- Северо-Западный Кубок
  - Обладатель: 1985/86